# José Gómez Ortega
José Gómez Ortega (Manzanares (Ciudad Real), 27 d'agost de 1813 - 22 de setembre de 1886) fou un enginyer i polític castellà, diputat a les Corts espanyoles durant la restauració borbònica.

## Biografia
El 1853 fou nomenat enginyer en cap de la província d'Alacant. Durant la restauració borbònica es va fer membre del Partit Conservador, amb el que fou elegit diputat pel districte de Pego el 1877 en substituir Pedro Sala Ciscar, escollit a les eleccions generals espanyoles de 1876. Durant el seu mandat reclamà una millora en les comunicacions de la Marina Alta i fou senador per la província d'Alacant de 1879 a 1884.